# Adam Wharton
Adam James Wharton (Blackburn, 6 febbraio 2004) è un calciatore inglese, centrocampista del Crystal Palace e della nazionale inglese, con cui è stato vicecampione d'Europa nel 2024.

## Biografia
È fratello minore di Scott Wharton.

## Carriera

### Club
Wharton è cresciuto nel settore giovanile del Blackburn Rovers con cui ha firmato il primo contratto professionistico nel febbraio del 2022. Il 10 agosto dello stesso anno ha debuttato in prima squadra nell'incontro di EFL Cup vinto 4-0 contro l'Hartlepool Utd e poche settimane dopo ha prolungato il contratto fino al 2027. Il 22 ottobre ha realizzato la sua prima rete in carriera nel successo casalingo per 2-1 sul Birmingham City.
Divenuto ben presto titolare, l'8 dicembre 2023 ha prolungato il contratto fino al 2028 ma poche settimane dopo è stato ceduto a titolo definitivo al Crystal Palace.

### Nazionale
Ha giocato nelle nazionali giovanili inglesi Under-19 ed Under-20.
Nel maggio 2024 viene convocato per la prima volta in nazionale maggiore venendo inserito nella lista dei pre-convocati per Euro 2024. Il 3 giugno del medesimo anno esordisce con la selezione inglese nell'amichevole vinta 3-0 contro la Bosnia ed Erzegovina.

## Statistiche

### Presenze e reti nei club
Statistiche aggiornate al 2 marzo 2024.
| Stagione        | Squadra          | Campionato      | Campionato | Campionato | Coppe nazionali | Coppe nazionali | Coppe nazionali | Coppe continentali | Coppe continentali | Coppe continentali | Altre coppe | Altre coppe | Altre coppe | Totale | Totale | Totale |
| Stagione        | Squadra          | Comp            | Pres       | Reti       | Comp            | Pres            | Reti            | Comp               | Pres               | Reti               | Comp        | Pres        | Reti        | Pres   | Reti   |        |
| --------------- | ---------------- | --------------- | ---------- | ---------- | --------------- | --------------- | --------------- | ------------------ | ------------------ | ------------------ | ----------- | ----------- | ----------- | ------ | ------ | ------ |
| 2022-2023       | Blackburn Rovers | FLC             | 18         | 2          | FACup+CdL       | 0+4             | 0               |                    | -                  | -                  |             | -           | -           | 22     | 2      |        |
| 2023-feb. 2024  | Blackburn Rovers | FLC             | 26         | 2          | FACup+CdL       | 1+2             | 0               |                    | -                  | -                  |             | -           | -           | 29     | 2      |        |
| feb.-giu. 2024  | Crystal Palace   | PL              | 16         | 0          | FACup+CdL       | 0               | 0               |                    | -                  | -                  |             | -           | -           | 16     | 0      |        |
| Totale carriera | Totale carriera  | Totale carriera | 60         | 4          |                 | 7               | 0               |                    | -                  | -                  |             | -           | -           | 67     | 4      |        |

### Cronologia presenze e reti in nazionale
| Cronologia completa delle presenze e delle reti in nazionale ― Inghilterra | Cronologia completa delle presenze e delle reti in nazionale ― Inghilterra | Cronologia completa delle presenze e delle reti in nazionale ― Inghilterra | Cronologia completa delle presenze e delle reti in nazionale ― Inghilterra | Cronologia completa delle presenze e delle reti in nazionale ― Inghilterra | Cronologia completa delle presenze e delle reti in nazionale ― Inghilterra | Cronologia completa delle presenze e delle reti in nazionale ― Inghilterra | Cronologia completa delle presenze e delle reti in nazionale ― Inghilterra |
| Data                                                                       | Città                                                                      | In casa                                                                    | Risultato                                                                  | Ospiti                                                                     | Competizione                                                               | Reti                                                                       | Note                                                                       |
| -------------------------------------------------------------------------- | -------------------------------------------------------------------------- | -------------------------------------------------------------------------- | -------------------------------------------------------------------------- | -------------------------------------------------------------------------- | -------------------------------------------------------------------------- | -------------------------------------------------------------------------- | -------------------------------------------------------------------------- |
| 3-6-2024                                                                   | Newcastle upon Tyne                                                        | Inghilterra                                                                | 3 – 0                                                                      | Bosnia ed Erzegovina                                                       | Amichevole                                                                 | -                                                                          | 62’                                                                        |
| Totale                                                                     |                                                                            | Presenze                                                                   | 1                                                                          |                                                                            | Reti                                                                       | 0                                                                          |                                                                            |

## Palmarès

### Club

#### Competizioni nazionali
- Coppa d'Inghilterra: 1

Crystal Palace: 2024-2025
- Community Shield: 1

Crystal Palace:2025